# Ісіпхум
Ісіпхум або Іпхум (кор. 이시품왕 або이품왕, 伊尸品王 або伊品王, Isipum wang або Ipum wang, Isip'um wang або Ip'um wang) — корейський ван, п'ятий правитель держави Кимгван Кая періоду Трьох держав.
Був сином і спадкоємцем вана Коджіля. По його смерті трон зайняв його син Чваджи.